# Acorus gramineus
Acorus gramineus Sol. in Aiton es un especie botánica perteneciente a la familia de las Acoráceas. Es originaria del sudeste de Asia.

## Descripción
Es una planta semi acuática perenne con rizoma aromático y muy ramificado. Las hojas son lardas y están dispuestas en fascículos de unos 30–50 cm de longitud y 2–4 cm de ancho, poseen una nervadura mediana muy marcada. La inflorescencia forma un espádice con tallo cilíndrico de unos 5–10 cm de longitud. Las flores son pequeñas de color amarillo verdoso y hermafroditas. El fruto es una baya alargada de color rojo brillante.

## Distribución y hábitat
El ácoro gramíneo crece  en el sudeste de Asia, principalmente en China, Japón, Filipinas, Vietnam y Tailandia. Crece preferentemente en terrenos rocosos cerca de corrientes de agua.

## Propiedades
Contiene aceite esencial, asarona, asaril aldehído y un glucósido amargo llamado acorina.
Indicaciones: Es pectoral, estomacal y sedante. En la medicina tradicional china se usa para las gastritis crónicas y reuma. Externamente para dermatosis y hemorroides. Insecticida para piojos, pulgas y otros insectos.

## Cultivos y usos
Acorus gramineus se extiende agresivamente por rizoma, crea de un casi-perfecta cobertura donde las condiciones son favorables, y se utiliza con frecuencia alrededor de los bordes de estanques y jardines de agua., así como sumergidos en acuarios de agua dulce.  Puede ser propagada por la división del rizoma carnoso bajo la plantación y la base en agua hasta que el corte se fortalezca.

## Taxonomía
Acorus gramineus fue descrita por Sol. y publicado en Hort. Kew. 1: 474 1789 
Sinonimia
- Acorus humilis Salisb., Prodr. Stirp. Chap. Allerton: 263 (1796).
- Acorus pusillus Siebold, Verh. Batav. Genootsch. Kunsten 12: 2 (1830).
- Acorus gramineus var. pusillus (Siebold) Engl. in A.L.P.de Candolle & A.C.P.de Candolle, Monogr. Phan. 2: 217 (1879).
- Acorus gramineus var. macrospadiceus Yamam., Contr. Fl. Kainan-to 1: 13 (1943).
- Acorus gramineus var. japonica M.Hotta, Mem. Fac. Sci. Kyoto Univ., Ser. Biol. 4: (1970).
- Acorus macrospadiceus (Yamam.) F.N.Wei et Y.K.Li, Guihaia 5: 179 (1985).
- Acorus xiangyeus Z.Y.Zhu, Acta Bot. Boreal.-Occid. Sin. 5(2): 119 (1985).[4][5]